# 高瀬幸子
高瀬 幸子（たかせ さちこ、1934年1月 - 2022年12月）は、日本の栄養学者（栄養生理学）。学位は医学博士（東京大学・1976年）。静岡県立大学名誉教授、県立長崎シーボルト大学名誉教授、日本レチノイド研究会名誉会員。
東京大学医学部助手、静岡女子大学家政学部講師、静岡県立大学食品栄養科学部助教授、静岡県立大学大学院生活健康科学研究科教授、静岡県立大学食品栄養科学部学部長（第3代）、県立長崎シーボルト大学看護栄養学部教授、浜松大学健康プロデュース学部教授、浜松大学大学院健康科学研究科研究科長などを歴任した。

## 概要
栄養生理学を専攻する長崎県出身の家政学者である。脂溶性ビタミンの研究に取り組み、特にレチノイドの生理作用に関する研究などで知られている。東京大学、静岡女子大学、静岡県立大学、県立長崎シーボルト大学、浜松大学などで教鞭を執った。

## 来歴

### 生い立ち
1934年（昭和9年）、長崎県長崎市にて生まれた。日本女子大学の家政学部食物学科にて学ぶ。1963年（昭和38年）に同大学を卒業すると、大学院の家政学研究科食物学専攻に進み、修士課程を1970年（昭和45年）に修了し、家政学修士の学位を取得した。後年、「プロビタミンD3の代謝に関する研究」と題した博士論文を執筆しており、1976年（昭和51年）4月28日に東京大学より医学博士の学位を授与された。

### 学術活動
大学院修了の翌年より、東京大学の医学部にて助手を務めた。
1973年（昭和48年）に静岡女子大学に転じ、家政学部の講師や助教授を務めた。家政学部においては、主として食物学科の講義を担当し、栄養生理学研究室を受け持った。その間、一時、ヴァンダービルト大学にて医学部の生化学研究助手や客員研究員などを兼任した。静岡女子大学が静岡薬科大学や静岡女子短期大学と統合され静岡県立大学が新設されると、1990年（平成2年）から同大学に転じ、食品栄養科学部にて助教授や教授を務めた。のちに、同大学の大学院にて生活健康科学研究科の教授も務めた。1997年（平成9年）には食品栄養科学部の学部長に就任した。退職後、これまでの功績により、静岡県立大学より1999年（平成11年）に名誉教授の称号が授与されている。
1999年（平成11年）には県立長崎シーボルト大学に転じ、看護栄養学部の栄養健康学科にて教授を務めた。退職後、これまでの功績により、県立長崎シーボルト大学より2006年（平成18年）に名誉教授の称号が授与されている。なお、県立長崎シーボルト大学が旧長崎県立大学と統合され、新たに長崎県立大学が発足すると、以降はそちらの名誉教授として遇されている。
県立長崎シーボルト大学退職後は、浜松大学にて健康プロデュース学部の健康栄養学科にて教授に就任した。また、同大学の大学院に設置された健康科学研究科にて2009年（平成21年）に研究科長に就任した。2011年（平成23年）に浜松大学を退職した。2022年（令和4年）12月に死去した。

## 研究
専攻は家政学、中でも栄養生理学に含まれる分野を中心としていた。たとえば、ビタミンなど栄養素についての研究を行っていた。特に脂溶性ビタミンの研究に従事しており、中でもレチノイドについての研究が知られ「レチノイド結合タンパク質を中心とするレチノイドの生理作用に関する研究」と題した研究に対して、日本栄養・食料学会より「栄養・食糧学会学会賞」が贈られた。また、カルシウムに関する研究成果に基づき、2件の特許を取得した。
学術団体としては日本レチノイド研究会などに所属していた。これまでの業績により、日本レチノイド研究会より名誉会員の称号が授与されている。没後、これまでの事蹟を偲び、2023年（令和5年）9月の日本レチノイド研究会の学術集会にて追悼セッションが開催された。

## 人物
静岡県立大学、県立長崎シーボルト大学、浜松大学でそれぞれ定年まで勤めあげたが、その後もコーラスや英会話などの習得に努めるとともに、自宅を「たかせレチノイド研究所」と称して研究活動も続けていた。
老いてなお意気盛んであり、2014年（平成26年）10月の講演会では「定年退職を3カ所でしましたが、定年退職したとは思っていません」と語り「今でも頭の中には、研究のことしかありません」「生涯現役だという気持ちでおります」と述べていた。さらに自身の「子どもの頃に戦争を経験したことで、ハングリー精神の塊で育ちました」としたうえで「常在戦場」の覚悟をもって研究すべしと訴えた。

## 略歴
- 1963年 - 日本女子大学家政学部卒業。
- 1970年 - 日本女子大学大学院家政学研究科修了。
- 1971年 - 東京大学医学部助手。
- 1973年 - 静岡女子大学家政学部講師。
- 1977年 - ヴァンダービルト大学医学部生化学研究助手。
- 1982年 - ヴァンダービルト大学客員研究員。
- 1990年 - 静岡県立大学食品栄養科学部助教授[2]。
- 1991年 - 静岡県立大学大学院生活健康科学研究科教授。
- 1997年 - 静岡県立大学食品栄養科学部学部長[1]。
- 1999年 - 県立長崎シーボルト大学看護栄養学部教授。
- 1999年 - 静岡県立大学名誉教授[2]。
- 2006年 - 県立長崎シーボルト大学名誉教授[2]。
- 2009年 - 浜松大学大学院健康科学研究科研究科長[1]。
- 2011年 - 浜松大学退職[1]。
- 2022年 - 死去[2]。

## 賞歴
- 1998年 - 栄養・食糧学会学会賞。

## 著作
- 高瀬幸子稿「ラット肝臓切片の培養系を用いた中鎖脂肪in vitro投与による脂肪酸合成関連酵素活性の上昇」静岡女子大学20周年記念論文集編集委員会編『静岡女子大学創立二十周年記念論文集』静岡女子大学、1988年。
- 柘植治人・高瀬幸子・武藤泰敏編『成人病予防からみた脂肪の選択』光生館、1996年。ISBN 4332020596